# Порт-Кувре
49°16′49″ пд. ш. 69°41′19″ сх. д. / 49.2803484° пд. ш. 69.6886826° сх. д.
Port-Couvreux — місцевість у Гранд-Тер на архіпелазі Кергелен, де відбулася одна з єдиних історичних спроб заселення людей на цьому архіпелазі.

## Географія
Місцевість розташована в нижній частині затоки Хіллсборо в Golfe des Baleiniers на східній частині півострова Буке-де-ла-Грі з видом на Брас-де-ла-Фондері.

## Історія
З 1893 року брати Анрі та Рене-Еміль Босьєри, відповідно, торговці та резиденти Франції на архіпелазі Кергелен вивчали можливість розведення овець на архіпелазі, як британці на Фолклендських островах.
У 1900 році вони заснували компанію з обмеженою колонізацією Compagnie des Îles Kerguelen 4. Після кількох невдалих спроб здійснити подорож до південної півкулі вони об’єдналися з норвежцями в 1908 р. Першу розвідувальну експедицію очолив Генрі в 1908-1909 рр.
У 1912 році барон П'єр Декуз отримав завдання визначити найкраще місце для заснування колонії: він оселився в Порт-Кувре, привіз овець з Дурбана і провів першу зимівлю. Брати Боссьєри купили два човни, « Ів де Кергелен » і « Жак », а Рене, завдяки своїм зв’язкам у Південній Америці, зобов’язався здійснити подорож на борту Жака до архіпелагу Кергелен через Фолклендські острови. Залишив Суонсі. 10 лютого 1913 року, вітрильник прибуває на 15 квітня в Монтевідео, звідки він виїхав через два місяці на Фолклендські острови. Потім він залишає їх 10 липня з вантажем 1600 овець і прибув на архіпелаг Кергелен на 16 серпня, після бурхливої переправи, два місяці відставання від графіка та великої кількості овець, які замерзли. Однак екіпажу Jacques вдалося висадити овець, які вижили під час подорожі, на берег в Порт-Кувре. Трьох пастухів залишають у тимчасовому притулку, відповідальним за 600 овець, що вижили, і Жак прямує до Банбері в Австралії.
в серпень 1914 року, після оголошення Великої війни , норвежці , які утримували двох охоронців на китобійному заводі Порт-Жанн-д'Арк ( півострів Жанна д'Арк ), введеному в експлуатацію в 1908 році, і Рене Босьєр вирішили зафрахтувати корабель (перший Ів де Кергелен перейменував острів Кергелен ) для евакуації заводських охоронців і пастухів.
У 1920 році Рене Босьєр зробив нову спробу. Оскільки всі вівці загинули, а приміщення було пошкоджено, було вирішено відновити будівлі і залишити пастуха, п’ятдесят овець і кілька свиней. З 1920 по 1927 рік брати Боссьєр кілька разів посилали інших тварин, щоб компенсувати високу смертність. У 1927 році, намагаючись колонізувати архіпелаг Кергелен, Босьєри вирішили відправити три сім’ї з Гавра з жінками та дітьми до Порт-Кувре. Але тваринництво занепало, вівці не знайшли достатнього пасовища, мешканці загинули, а останні «поселенці» були евакуйовані в 1931 році після епідемії авітаміноз, який виник на консервному заводі для омарів, який брати Боссьєр побудували на острові Сен-Поль. Концесія була відкликана указом у 1937 році: резиденція була скасована в 1924 році, коли Кергелен був приєднані до уряду Мадагаскару, таким чином брати Босьєр втратили останній зв'язок з островами.
З тих пір це місце покинуте. Хатина, в якій жили пастухи, тепер захищена опалубкою з листового металу для захисту від негоди. Однак адміністрація TAAF утримує невелике кладовище.